# Chamaecrista bucherae
Chamaecrista bucherae es una especie de planta fanerógama perteneciente a la familia Fabaceae. Es un endemismo de Cuba.

## Taxonomía
Chamaecrista bucherae fue descrito por (Moldenke) H.S.Irwin & Barneby y publicado en Memoirs of The New York Botanical Garden 35: 647. 1982.
Etimología
Chamaecrista: nombre genérico que deriva de las palabras griegas: chama = "bajo, enano" y crista = "cresta".
bucharae: epíteto
Sinonimia
- Cassia bucherae (Moldenke) Leon
- Peiranisia bucherae Moldenke[5]